# Lisa Gutfleisch
Lisa Gutfleisch (* 22. März 1999) ist eine deutsche Ruderin, die 2024 Europameisterschaftsdritte im Doppelvierer wurde.

## Sportliche Karriere
Lisa Gutfleisch startet für den Heidelberger Ruderklub. 2021 und 2022 war sie mit dem Achter der University of Texas at Austin Meisterin der National Collegiate Athletic Association. Sie studierte dort Nachhaltigkeitswissenschaft und Geografie.
Gutfeisch belegte bei den Junioren-Weltmeisterschaften 2017 den sechsten Platz im Einer. Bei den U23-Weltmeisterschaften 2018 ruderte Gutfleisch als Siegerin des B-Finales auf den siebten Platz im Einer. Ein Jahr später bei den U23-Weltmeisterschaften 2019 in Sarasota wurde Gutfleisch zusammen mit Nora Peuser Vierte im Doppelzweier.
Nach der Zwangspause wegen der COVID-19-Pandemie trat Gutfleisch erst 2022 wieder international an. Bei den Europameisterschaften 2022 belegte sie den fünften Platz mit dem Achter. Im Jahr darauf erreichte sie zusammen mit Sarah Wibberenz, Frauke Hundeling und Tabea Schendekehl bei den Weltmeisterschaften in Belgrad den siebten Platz im Doppelvierer. Damit qualifizierte sich das Boot direkt für die Olympischen Spiele 2024. Bei den Europameisterschaften 2024 in Szeged ruderte der deutsche Doppelvierer in der Besetzung Maren Völz, Lisa Gutfleisch, Leonie Menzel und Pia Greiten. Mit dreieinhalb Sekunden Rückstand auf die zweitplatzierten Ukrainerinnen und 0,14 Sekunden Vorsprung auf die viertplatzierten Französinnen sicherte sich der deutsche Doppelvierer die Bronzemedaille.